# Коркмаскала
Коркмаскала́ (до 1971 — Кумторкала, кум. Торкъали) — село в Кумторкалинском районе республики Дагестан. Административный центр Кумторкалинского района и сельсовета Коркмаскалинский.

## География
Селение расположено у правого берега реки Шура-озень в южной части Кумторкалинского района, в 10 км к западу от Махачкалы. Вдоль села проходит автотрасса Кавказ. К западу от села проходит железная дорога.
Граничит с землями населённых пунктов: посёлками Тюбе и Шамхал-Термен на севере, Загородный на востоке, Ленинкент на юго-востоке и кутаном Шангода-Шитлиб на западе.
Населённый пункт расположен в предгорной зоне Дагестана. Рельеф местности представляет собой в основном равнинная. К западу от села, вдоль долины реки Шура-Озень тянутся малые возвышенности. К югу от села постепенно начинают возвышаться горы. К юго-западу от села расположена одна из главных достопримечательностей республики Дагестан — бархан Сарыкум. Средние высоты на территории села составляют 61 метр над уровнем уровня моря.
Гидрографическая сеть в основном рекой Шура-Озень. К северу от села проходит канал имени Октябрьской Революции.
Климат на территории села морской полуаридный. Среднегодовая температура воздуха положительная и составляет около +12°C. Средняя температура июля +25°C, средняя температура января −0,5°C. Среднегодовое количество осадков составляет около 350 мм в год. Наибольшее количество осадков выпадает в осенний период.

## Население
| 1979 | 1989  | 2002  | 2010  | 2021    |
| ---- | ----- | ----- | ----- | ------- |
| 2377 | ↗3737 | ↗5980 | ↗7722 | ↗10 805 |

Национальный состав
По данным Всероссийской переписи населения 2010 года:
| Народ    | Численность, чел. | Доля от всего населения, % |
| -------- | ----------------- | -------------------------- |
| кумыки   | 7033              | 91,1 %                     |
| даргинцы | 386               | 5,0 %                      |
| аварцы   | 215               | 2,8 %                      |
| другие   | 88                | 1,1 %                      |
| всего    | 7722              | 100 %                      |

Национальный состав
По данным Всероссийской переписи населения 2021 года:
| №        | Национальность | Численность, чел. | Доля    |
| -------- | -------------- | ----------------- | ------- |
| 1        | кумыки         | 9672              | 89,51 % |
| 1.000001 | не указавшие   | 567               | 5,24 %  |
| 1.000002 | прочие         | 566               | 5,23 %  |
| 1.000003 | всего          | 10 805            | 100 %   |

## История
Основано в 1970 году путем переселения жителей села Кумторкала, разрушенного землетрясением. В селе действовал винсовхоз «Марковский».
В 1971 году Указом Президиума ВС РСФСР селение Кумторкала переименовано в Коркмаскалу, в память о политике Джелаледдине Коркмасове.

## Этимология
Торкъали — это искажённое Таркъала, на кумыкском языке слово Тар означает узкая, а Къала — крепость.
В российских посольских книгах начала XVII в. неоднократно упоминается и имя «Таркалаевского» владетеля Мамет-Хан-Мурзы, сына Кулая. Исходя из русского написания названия этого владения предполагается этимология Тар-Кала как «узкой крепости».
Приставку «Хум» новообразованое село утеряло после переселения с подножья песчаной горы «Сари-Хум» на правый берег реки Шура-озень, в южную часть района.